# Ынтымакский сельский округ
Ынтыма́кский се́льский окру́г (ранее — Интыма́кский сельсове́т, каз. Ынтымақ  ауылдық округі) — административная единица в составе Байзакского района Жамбылской области Казахстана.
Административный центр — аул Мадимар.

## История
В 1989 году существовал как Интымакский сельсовет в составе с одним населённым пунктом — село Интымак.
В периоде 1991—1998 годов:
- сельсовет был преобразован в сельский округ в соответствии с реформами административно-территориального устройства Республики Казахстан;
- село Интымак было переименовано в село Мадимар.

## Население
| Численность населения | Численность населения | Численность населения |
| 1989                  | 1999                  | 2009                  |
| --------------------- | --------------------- | --------------------- |
| 2018                  | ↗2087                 | ↘2015                 |

## Состав
| № | Населённый пункт | Тип населённого пункта      | Население, 1989 | Население, 1999 | Население, 2009 |
| - | ---------------- | --------------------------- | --------------- | --------------- | --------------- |
| 1 | Мадимар          | аул, административный центр | 2 018           | ↗2 087          | ↘2 015          |